# Шелареаска (Арђеш)
Шелареаска (рум. Șelăreasca) насеље је у Румунији у округу Арђеш у општини Барла. Oпштина се налази на надморској висини од 161 m.

## Становништво
Према подацима из 2002. године у насељу је живело 207 становника, од којих су сви румунске националности.